# San Diego Open 1986
Il San Diego Open 1986 è stato un torneo di tennis giocato sul cemento. 
È stata l'8ª edizione del torneo di San Diego, che fa parte Virginia Slims World Championship Series 1986.
Si è giocato a San Diego negli USA dal 28 luglio al 3 agosto 1986.

## Campionesse

### Singolare
Melissa Gurney ha battuto in finale  Stephanie Rehe con il punteggio di 6–2, 6–4

### Doppio
Beth Herr /  Alycia Moulton hanno battuto in finale  Elise Burgin /  Rosalyn Fairbank con il punteggio di 5–7, 6–2, 6–4